# Niclas Tüchsen
Niclas Tüchsen Jensen (født 28. juli 1989) er en dansk fodboldspiller der spiller for Rishøj BK.
Han skiftede fra Hvidovre IF til Viborg FF i januar 2008 og fik debut på førsteholdet som indskifter mod Lyngby, og siden en startplads i den sidste hjemmekamp sæsonen 07/08 mod Randers FC. I august 2009 blev han udlejet til Hobro IK for resten af efterårssæsonen. I vinterpausen 2010 blev Tüchsen og Viborg FF enige om at ophæve kontrakten, og han tog tilbage til Sjælland for at spille for FC Københavns reservehold i Danmarksserien som amatør.
I sommerpausen 2010 skiftede Tüchsen til hans tidligere klub Hvidovre IF.
Tüchsen har spillet 3 kampe for det danske U-19 landshold.